# Баклажаны пармиджано

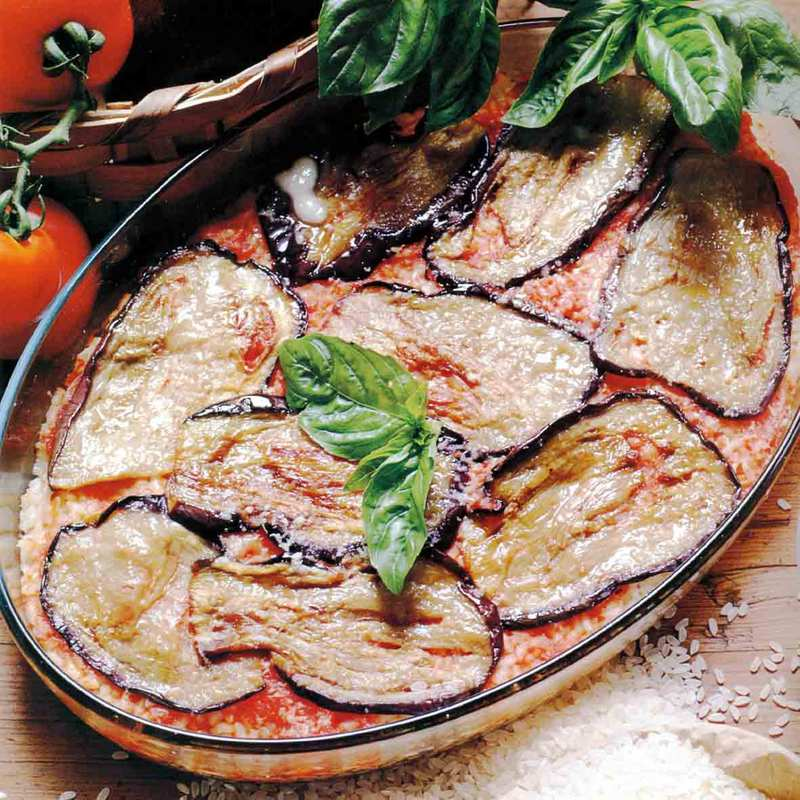
Баклажаны пармиджано

Баклажаны пармиджано (итал. Melanzane alla parmigiana) — блюдо итальянской кухни. В основной рецепт входят баклажаны, томатный соус, базилик, чеснок и сыры, которые могут быть разных видов (пармиджано-реджано, моцарелла, пекорино и др.) в зависимости от региона Италии. Происхождение блюда до сих пор вызывает споры: его часто считают сицилийским, но есть те, кто присваивает создание блюда региону Кампания. Баклажаны Пармиджана были официально признаны и включены в список традиционных итальянских продуктов питания (PAT) Министерства сельскохозяйственной, продовольственной и лесной политики (Mipaaf). В каталоге блюдо относят к традиционным продуктам питания Кампании и Сицилии.

## История
Баклажан был распространён в Индии и Южном Китае. В Европу растение попало через Италию и Испанию, куда его завезли арабские купцы ещё в позднем средневековье. Первоначально плоды баклажана не считались пригодными для питания, а само растение больше использовалось как декоративная культура. В течение долгого времени баклажан вызывал подозрение, так как его название — mela isana, означающее «бешеное яблоко», настораживало людей. Но в последующем, уже в XIII веке, блюда из баклажанов встречаются в различных средневековых рецептариях. Как отмечают Альберто Капатти и Массимо Монтанари в своей книге «Итальянская кухня. История одной культуры»: «Несмотря на то что баклажаны достаточно представлены в основных кулинарных книгах, они и далее несут на себе отпечаток социальной и культурной маргинальности, подчеркнутой тем особенным вниманием, которое баклажанам оказывает еврейская кухня».
Важную роль в рецепте играет и помидор. Согласно исследованию Капатти и Монтанари, «своё место в высокой кухне томаты занимают лишь в конце XVII века, благодаря неаполитанской кулинарной книге Антонио Латини».
Исходя из этих наблюдений, можно подтвердить и тезис о том, что появление сыра пармезана должно происходить между второй половиной XVIII и первым десятилетиями XIX века. Именно в то время, когда присутствие помидоров в Италии уже укрепилось, как в Неаполитанском королевстве, так и на Сицилии.
История рецепта, однако, не ясна, и поэтому невозможно с уверенностью проследить его происхождение, поэтому на изобретение блюда претендуют Сицилия, Кампания и город Парма.

### Сицилийская традиция
Термин «parmigiana», по мнению некоторых исследователей, происходит от сицилийского слова parmiciana, которое, в свою очередь происходит от латинского слова «parma» (щит). Такое название имеют и листы древесины, составляющие, так называемое, персидское окно, — форму, которая послужила прототипом для оформления блюда слоями ломтиков баклажанов и томатов.
Название этого блюда, скорее всего, может происходить от арабского слова «аль-бадинган» (в семитских языках «п» и «б» произносятся одинаково). В арабской кухне существует похожее блюдо, которое перешло в греческую кухню под названием мусака. В древних рецептах использование сицилийского сыра пекорино или caciocavallo широко используется в южной кухне, поэтому, кажется, нет никакого отношения к сыру пармезан, чье использование на южной кухне распространилось в более поздний период.

### Неаполитанская традиция
Жанна Карола Франческони, писатель и знаток неаполитанской кухни, утверждает, что происхождение рецепта насчитывает более двух веков, и в работах Винченцо Коррадо и Ипполито Кавальканти указываются первые попытки проиллюстрировать то, что мы в настоящее время знаем как баклажаны пармиджано.
В знаменитом трактате «Il Cuoco Galante» Винченцо Коррадо, автора из Апулии, объясняется, что в первоначальном рецепте использовались цуккини. В единственном версии, посвященной баклажанам (petronciani), автор предлагает возможность готовить их с тыквой, пастернаком и помидорами.
Привычный рецепт баклажанов пармиджано стал известен в 1837 году, когда Ипполито Кавальканти, герцог Буонвичино, опубликовал свою самую важную работу: «Теоретическая и практическая кулинария», где о баклажанах пармиджано, он пишет так: « … и ты заставишь их жариться; а затем вы положите их в послойную кастрюлю с бульоном из сыра, базилика и рагу или с томатным соусом; и вы покроете их тушеным мясом».
Однако следует отметить, что во многих гастрономических книгах, напечатанных между 1600 и 1800 годами, включая книги Коррадо и Кавальканти, выражение «alla parmigiana» использовалось для обозначения способа приготовления блюда, а не прямо отсылало к тому, что в рецепте присутствует пармезан.

### В культуре
Баклажаны пармиджано являются одним из самых любимых блюд знаменитой актрисы Софи Лорен.

## Список литературы
- Альберто Капатти и Массимо Монтанари «Итальянская кухня. История одной культуры», 2006,
- Ипполито Кавальканти «Неаполитанская домашняя кухня», Издательство: Il Profilo,
- Винченцо Мортильяро «Новый сицилийский-итальянский словарь» Палермо, 1844,
- Книга средиземноморской кухни, 1950.